# Grünes Gallustal

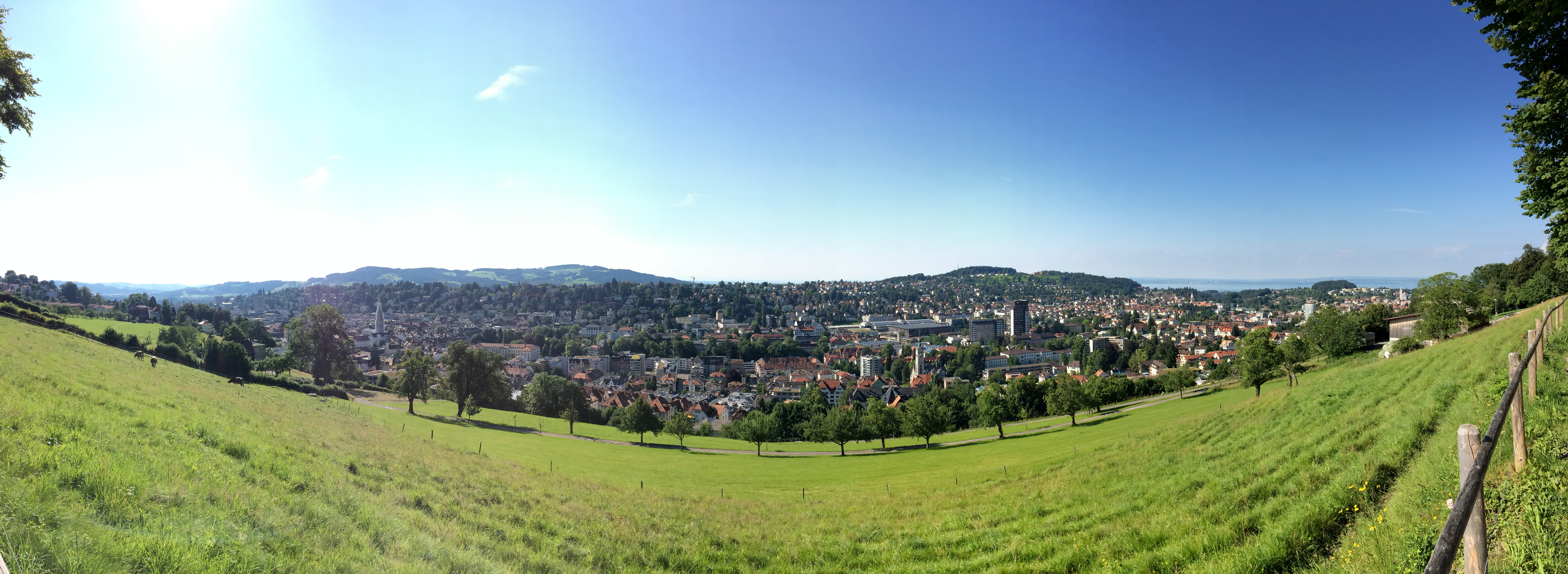
Blick von den Drei Weieren auf St. Gallen

Grünes Gallustal ist eine Vision der Zivilgesellschaft für eine grünere Stadt St. Gallen in der Schweiz. Die Studie „Grünes Gallustal“, die 2022 publiziert wurde, umfasst 1500 Seiten und 14 konkrete Massnahmen mit 65 Vorher-Nachher-Bildern. Sie zeigt auf, wo Grünräume im Stadtgebiet flächendeckend ausgebaut und untereinander vernetzt werden können. So werden die Biodiversität in der Stadt gefördert und die Folgen des globalen Klimawandels gemildert.

## Merkmale der Grünraumsituation
Die Stadt St. Gallen erstreckt sich in einer Talsohle. Das Hochtal der Steinach liegt auf 660 m ü. M. parallel zum Alpstein. 60 Prozent der städtischen Bevölkerung lebt auf 38,74 Prozent der bewohnten Fläche in der Talsohle. Die Zustandsanalyse, die für die Studie "Grünes Gallustal" im Jahr 2021 erstellt wurde, zeigt die konkrete Situation in der Stadt hinsichtlich der globalen Herausforderung des Klimawandels und der Bedrohung der Biodiversität.
Seit Mitte der 1970er Jahre ging im Stadtraum eine Fläche von 383 Fussballfeldern Grünraum verloren, zugunsten von Wohnraum, Gewerbe und Strassen. Die Bevölkerungsanzahl ist im gleichen Zeitraum hingegen stabil geblieben. Gleichzeitig sind die Temperaturen in der Talsohle der Stadt St. Gallen in den letzten 35 Jahren um 2 bis 3 Grad angestiegen. Grund für die höheren Temperaturen ist der Wärmeinsel-Effekt, der durch die dichte Bebauung entsteht.

## Leitbild für eine grüne Stadtentwicklung
Für das Leitbild hat ein Expertenteam 65 Visualisierungen als Vorher-Nachher-Bilder erstellt und 14 konkrete Massnahmen für die Zukunft ausgearbeitet. Einige dieser vorgeschlagenen Massnahmen sind bereits umgesetzt – zum Beispiel das Areal Bach im Osten der Stadt St. Gallen. "Grünes Gallustal" ist eine Vision für die Zukunft, um Grünräume in der Stadt flächendeckend auszubauen und untereinander zu vernetzen. Sie werten die Innenverdichtung der Stadt auf, indem sie Erholungs- und Begegnungsorte im urbanen Raum schaffen. St. Gallen soll zum nationalen Vorbild für eine grüne Stadtentwicklung werden.

## Entstehung der Studie
Der WWF St. Gallen und andere Naturschutzverbände gaben 2019 dem Architektur- und Stadtentwicklungsbüro GSI Architekten AG den Auftrag für die Studie. "Grünes Gallustal" wurde von 2019 bis 2022 unter Federführung der Architektin und Stadtplanerin Regula Geisser erarbeitet und am 31. März 2022  der Öffentlichkeit, Politik und Verbänden präsentiert. Träger der Studie sind der WWF St. Gallen, Pro Natura SG-AR/AI, der NVS Naturschutzverein Stadt St. Gallen und Umgebung, Birdlife St. Gallen, der Heimatschutz St. Gallen/Appenzell I.Rh. und GSI Architekten AG. Die Studienautoren arbeiteten mit Behörden und Politik der Stadt und dem Kanton St. Gallen sowie mit Experten zusammen.

## Umsetzung der Massnahmen
"Grünes Gallustal" steht der Zivilbevölkerung, der Politik, Wirtschaft und Entscheidungsträgern frei zur Verfügung. Die Umsetzung über die nächsten 20 Jahre wird von den Autoren der Studie auf insgesamt zwei Milliarden Schweizer Franken geschätzt.